# Син (мифология)
Син (аккад. 𒂗𒍪), или Нанна (шум. 𒀭𒋀𒆠) — бог Луны в шумеро-аккадской мифологии. Нанна — сын (первенец) Энлиля и Нинлиль, отождествляемый с семитским божеством Сином.
Его изображали в образе старца с длинной голубой бородой, который пересекает ночное небо на своей светящейся ладье. Армия злых духов с помощью Шамаша (Солнца), Иштар (Венеры) и Адада (молнии) пыталась его затмить, чтобы ночью свет Сина не мешал им осуществлять их вероломные замыслы. Но за Сина заступился Мардук, которому удалось сорвать заговор и сохранить серебристый свет этого бога. Будучи очень старым, Син стал прототипом бога-мудреца, и по этой же причине ему приписывали функции управления временем. Также был покровителем астрономии.
Изображался с лунным серпом над головой и с длинной бородой, которая в гимнах ему называлась «из ляпис-лазури». Уже с древнейших времён с ним ассоциируется бык, рога которого образуют полумесяц. Как божество ночи, призывался в заклинаниях, в том числе в направленных против затмений Луны (которые считались результатом нападения семи злых духов на лучезарного Сина). Особенно ревностным в его культе был нововавилонский царь Набонид, заботившийся о реставрации его храмов в наиболее опасное для государства время. 
По некоторым версиям, Шамаш (шумерский Уту) и Иштар (Инанна) — его дети; даже Нуску (огонь) также является его сыном (как минимум в новоассирийский период). Другие божества, например, Нингублага или Нумушда, также могли считаться членами их семьи. Супруга — Нингаль, «великая госпожа». Также считалось, что у Сина было божество-покровитель (суккаль) Аламмуш и различные придворные, такие как Нинейгара, Нинурима и Ниминтабба. Он отождествлялся с другими лунными богами, такими как хурритский Кушух или угаритский Ярих.
Центральные места культа находились в городе Ур, на юге Месопотамии, и в городе Харран, на севере. Нанна был связан с Уром уже в ранний династический период и был признан его покровительствующим божеством. Его тамошний храм Экишнугаль на протяжении своей истории он перестраивался несколькими правителями Месопотамии. Он был резиденцией жриц Нанны, самой известной из которых была Энхедуана. 
Начиная со старовавилонского периода Син был также тесно связан с Харраном. Значение этого города как его культового центра возросло в I тысячелетии до н. э., что отражено в неохеттских, неоассирийских и нововавилонских источниках. Храм Сина сохранился и в более поздние периоды, под властью Ахеменидов, Селевкидов и Рима. 
Сину также поклонялись во многих других городах Месопотамии. Храмы, посвящённые ему, существовали в Тутубе, который изначально считался ещё одним из главных центров его культа, Уруме, Вавилоне, Борсиппе, Уруке, Ниппуре, Ашшуре и т.д. Степень влияния верований, связанных с Сином, на сабеизм и религиозную общину сабиев, проживавшую в Харране после мусульманского завоевания Леванта, остаётся предметом споров. Упоминания о Сине также известны из мандейской литературы (в мандейской космологии название Луны — Син).